# Oleg Krivonóssov
Oleg Krivonóssov (letó: Oļegs Krivonosovs; rus: Олег Валерьевич Кривоносов; Daugavpils, 11 de maig de 1961) és un jugador d'escacs letó, que té el títol de Mestre Internacional des de 1993. a la Bundesliga d'escacs hi juga pel club «TSV Schott Mainz».
Es va graduar a l'Institut Pedagògic de Daugavpils i treballa a la policia estatal de Letònia.

## Resultats destacats en competició
Krivonóssov va començar a jugar als escacs a 11 anys, i ràpidament va esdevenir un dels millors jugadors de Letònia. El 1978 va participar en el torneig classificatori per en el campionat de l'URSS. El 1979 va participar en el campionat juvenil de la Unió Soviètica.
El 1991, al darrer campionat de la Unió Soviètica d'escacs ràpids, a Minsk, hi compartí els llocs 4t-8è, de 70 participants.
Krivonóssov ha participat regularment als campionats de Letònia. Els seus millors resultats foren un 3r lloc el 1998 i el 2001.

### Participació en competicions per equips
El 1986 va representar Letònia al Campionat de l'URSS per equips (+3, =4, -0).
Krivonóssov va participar, reprentant Letònia, a les olimpíades d'escacs:
- El 1998, al segon tauler suplent a la 33a Olimpíada a Elistà (+2 −1 =2).

### Controvèrsia a l'obert Vandoeuvre de 2007
A la 4a edició de l'obert de Vandoeuvre, Oleg Krivonóssov va acusar Anna Rudolf de fer trampes fent servir Fritz, i posteriorment canvià l'acusació pel Rybka. Amb el suport de dos altres jugadors participants en el torneig, Krivonóssov va dir que Anna Rudolf, qui havia estat jugant molt bé i havia batut el millor jugador del torneig, Christian Bauer, estava fent servir un protector labial que duia a la bossa com a transmissor per rebre els moviments correctes quan anava al lavabo. Les acusacions no van impedir que Anna Rudolf acabés el torneig amb una gran puntuació que li va permetre obtenir normes d'MI i de WGM.